# 퍼스트 키친

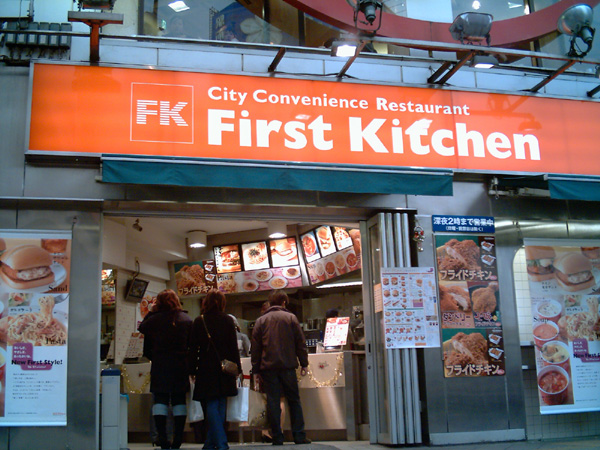
도쿄도에 있는 퍼스트 키친 점포

퍼스트 키친(First Kitchen, 일본어: ファーストキッチン)은 일본 도쿄도 신주쿠구에 본사가 있는 패스트 푸드 전문 체인점이다. 1977년에 도쿄 이케부쿠로에 처음 문을 열었으며, 2012년 현재 129개의 점포를 운영하고 있다.
2015년부터 일본 웬디스에게 인수되었다.